# Périers-en-Auge
Périers-en-Auge (pe.ʁje.ɑ̃.n‿oʒⓘ) es una población y comuna francesa, situada en la región de Baja Normandía, departamento de Calvados, en el distrito de Lisieux y cantón de Dozulé.

## Demografía
| 118 | 113 | 85 | 96 | 114 | 145 |
| Para los censos de 1962 a 1999 la población legal corresponde a la población sin duplicidades (Fuente: INSEE [Consultar]) |     |    |    |     |     |